# أكاديمية علم الأعصاب للعمارة
تعتبر أكاديمية علم الأعصاب للهندسة المعمارية (ANFA) منظمة غير ربحية وتتلخص مهام هذة المنظمة غير الربحية في ترويج وتعزيز وتطوير تلك المعرفة التي تهتم حصريا بدراسة الآلية المتعلقة بكيفية ربط الابحاث التي تدرس علوم عصبية بمدى الفهم المتزايد لاستجابات الإنسان لبيئة معينة.

## نبذة تاريخية.
تأسست اكاديمية علم الاعصاب للهندسة المعمارية (ANFA) في العام 2003 من قبل المعهد الأمريكي للمهندسين المعماريين(AIA). تحديدا من خلال فرعهم في سان دييغو. تم تشكيل مجلس إدارة لهذه الاكاديمية ومن ثم صار إلى اانتخاب لجنة تنفيذية لهذا المجلس التي ضمت في عضويتها السيد جون ابرهارد الذي يعتبر الرئيس الأول لهذه الاكاديمية (ANFA). وخلال فترة إنشاء هذه الاكاديمية وبالاخص خلال الفترة الممتدة من 2003 – 2005 تم تمويل انشطتها جزئيا من خلال منحة مقدمة من زمالة لاتروب التي تمنح من قبل كلية زمالة المعهد الأمريكي للمهندسين المعماريين (AIA). حيث تم استخدام هذه الاموال لتمويل الابحاث ذات الصلة بالمهام المنوطة بأكاديمية علم الأعصاب للهندسة المعمارية ANFA. والتي تم تنقيذها من قبل رئيسها التنفيذي انذاك جون ابرهارد.

## الانشطة المنوطة بها.
منذ نشاة هذه المنظمة في العام 2003، نمت اكاديمية علم الاعصاب للهندسة المعمارية (ANFA) وهيئة المعرفة التي تربط علم الاعصاب العمارة المنبثقة عن هذه المنظمة بشكل ملحوظ. وقد تركزت أعمال وانشطة هذه الاكاديمية على عددا من الابحاث والدراسات والتي تضمنت ما يلي: هندسة الذكاء الاصطناعي (AlArchitect)، مقرحات A&E (دراسات علمية عن ماهية تاثير العمارة على الدماغ)، سجلات العمارة (مجلة أمريكية شهرية متخصصة في الهندسة المعمارية والتصميم الداخلي)، العمل الذهني، الدماغ، سجلات الاخبار الهندسية، المعرفة الداخلية، انطباعات الجمعية الدولية للتصميم الداخلي، المضامين والمصادر، دليل التصميم المتكامل للبناء الصادر عن المعهد الوطني لعلوم البناء، علوم الاذاعة العامة الوطنية (يوم الجمعة)، مجلة علماء امريكيا، ومن بينها مجلة اعمال واشنطن.
حاليا يتكون مجلس إدارة اكاديمية علم الاعصاب للهندسة المعمارية الـ ANFA من سبعة عشر عضوا من علماء الاعصاب والمهندسين المعماريين المنتخبين من مختلف انحاء الولايات المتحدة الأمريكية.
 وتسعى اكاديمية علم الاعصاب للهندسة المعمارية ANFA إلى تعزيز التعاون بين علماء الاعصاب والمهندسين المعمارين من خلال الاساليب العلمية، ونطاق التجارب الإنسانية مع عناصر هندسة العمارة، وذلك لتنظيم والتحقق أيضا من المعلومات الناتجة عن هذا التعاون ونشر مخرجاتها للمهنين والمتخصصين الجدد والطلاب. قام اعضاءمجلس إدارة الـ ANFA بنشر الوعي بفاعلية حول تداخل التخصصات من خلال عدة وسائل منها: المحاضرات، المؤلفات المنشورة،
 الورش المتخصصة، وايظا من خلال عقد تدريس دورات بمستويات مختلفة عن طريق هذه الكلية. كما تقوم اكاديمية العلوم العصبية للهندسة المعمارية بدعم جهود جميع الباحثين الذين تتوافق وترتبط دراساتهم بتلك المهام والانشطة المنوطة بـالـ ANFA.